# Кейслер, Иван Августович
Иван Августович Кейслер (нем. Johannes August von Keußler; 9 июля 1843, Зербен, Лифляндская губерния — 28 февраля 1897, Санкт-Петербург) — российский экономист и историк.

## Биография
Из семьи балтийских немцев. Сын священника и педагога Августа Вильгельма Кейслера (1810—1887), внук педагога, астронома и метеоролога Вильгельма Фридриха Кейслера.
Окончил Дерптский университет (1868), в котором получил степени магистра и доктора политической экономии. В 1869—1870 гг. преподавал в Рижском политехникуме историю торговли и статистики. В 1870—1877 гг. соредактор газеты Rigasche Zeitung. Затем работал в Санкт-Петербурге, сотрудник, затем в 1879—1881 гг. главный редактор газеты «St. Petersburger Herold». С 1879 г. служащий министерства государственных имуществ, с 1883 г. министерства финансов.
Почти все свои труды печатал на немецком языке, в России и за границей. Большинство его работ посвящено русскому и преимущественно крестьянскому хозяйству. Главное сочинение Кейслера — «К истории и критике крестьянского общинного землевладения в России» (нем. Zur Geschichte und Kritik des bäuerlichen Gemeindebesitz in Russland; 1876—1887, в 4 томах), за него в 1883 г. был удостоен Дерптским университетом докторской степени. Этот труд, по мнению В. Г. Яроцкого, не имел себе равных по полноте содержания, «в особенности по части истории русской земельной общины от древнейших времен до современного её положения»; Кейслер, отмечал Яроцкий, «не только один из лучших знатоков русской земельной общины, но и горячий её защитник». Основанные на многолетних непосредственных наблюдениях предложения Кейслера по реформе крестьянской общины, отчасти созвучные идеям К. Д. Кавелина, «чужды всякой фантастичности и насильственной ломки современного строя мирского землевладения, являясь как бы естественным его преобразованием согласно развивающимся потребностям аграрной техники и политики». Сам Кавелин отозвался о книге Кейслера в высшей степени одобрительно, особо отметив «полное беспристрастие автора». Н. Ф. Даниельсон рекомендовал труд Кейслера Фридриху Энгельсу как богатый фактическим материалом, почерпнутым из земских статистических отчётов. Н. Г. Чернышевский, со своей стороны, получив книгу Кейслера в ссылке, писал сыну: «попались на глаза какие первые попались строки,— и вышло: автор книги — осёл». Кроме того, опубликовал монографию «К истории устава и финансов города Рига» (нем. Beiträge zur Verfassungs- und Finanzgeschichte der Stadt Riga; 1873).
В 1895 г. почётный президент конгресса экономистов в Лондоне.